# Ayten Amin
Ayten Amin (anhörenⓘ; * 1978 in Alexandria) ist eine ägyptische Drehbuchautorin und Filmregisseurin.

## Leben
Ayten Amin wurde 1978 in Alexandria geboren. Sie studierte Filmkritik bei der Egyptian Cinema Writers and Critics Association und anschließend Film am Art Lab der American University in Cairo. Ihr Abschlussfilm Her Man, der auf einer Kurzgeschichte des ägyptischen Autors Ahdaf Soueif basiert, wurde in Clermont-Ferrand in Frankreich und auf vielen anderen Festivals gezeigt. Bei dem Dokumentarfilm Tahrir, der 2011 in Venedig uraufgeführt wurde, fungierte sie als Co-Regisseurin. Ihr Spielfilmdebüt Villa 69 wurde auf Filmfestivals in Abu Dhabi, Malmö und Cannes gezeigt.
Ihr zweiter Film Souad feierte im Juni 2021 beim Tribeca Film Festival seine Premiere und wurde kurz später beim Open Air stattfindenden Berlinale Summer Special in der Sektion Panorama gezeigt. Souad wurde von Ägypten als Beitrag für die Oscarverleihung 2022 in der Kategorie Bester Internationaler Film eingereicht.

## Filmografie
- 2009: Rabie 89 (Kurzfilm)
- 2011: Tahrir 2011 (Dokumentarfilm)
- 2013: Villa 69
- 2017–2018: Saabe' Gaar (Fernsehserie)
- 2021: Souad (auch Drehbuch)

## Auszeichnungen (Auswahl)
IndieLisboa
- 2021: Nominierung als Bester Spielfilm für den Silvestre Award (Souad)[6]

Prague International Film Festival – Febiofest
- 2021: Nominierung im Wettbewerb (Souad)[7]